# الزفاف الهندوسي
الزفاف الهندوسي يُعرف أيضًا باسم فيفاها (بالديوناكري: विवाह، Vivaaha)، (بالمراثية: لاغنا (लग्न) كاليانام (بالديوناكري: कल्याणम्، بالنص الكنادي: ಕಲ್ಯಾಣ، بالتاميلية: திருமணம்، بالتيلوغوية: కళ్యాణం) أو بيللي (بالتيلوغوية: పెళ్లి) هو حفل الزفاف التقليدي للهندوس. وحفلات الزفاف هذه مبهرجة جدًا، وقد تمتد الاحتفالات لعدة أيام. ويجري أحيانًا تزيين بيت العروس والعريس من المدخل، والأبواب، والحائط، والأرضية، والسقف بالألوان والزهور والديكورات الأخرى.
نشأت كلمة فيفاها vivāha كاتحاد مقدس للناس وفقًا للتقاليد الفيدية، أي ما يسميه الكثيرون الزواج، ولكن بناءً على القوانين الكونية والممارسات القديمة المتقدمة. وفي ظل التقاليد الهندوسية الفيدية يُنظر إلى الزواج على أنه واحد من مفاهيم السامسكارا، وهي التزام مدى الحياة بين زوجة واحدة وزوج واحد. وفي الهند يُنظر إلى الزواج على أنه من تصميم الكون ويعتبر «وحدة مقدسة تشهدها النار نفسها». وتسكن العائلات الهندوسية تقليديًا في منزل الزوج أو منزل أهله.
قامت حركة آريا سماج بترويج مصطلح الزفاف الفيدي بين المغتربين الهندوس في الشمال خلال الحقبة الاستعمارية، إلا أن المصطلح كان سائدًا في جنوب الهند حتى من قبل ذلك. وجرى العثور على جذور هذا التقليد في ترنيمة 10.85 من ريجفيدا شكالا ساميتا، والتي تسمى أيضًا «ترنيمة الزفاف الريجفيدي».
تختلف طقوس وإجراءات الزفاف الهندوسي على نطاق واسع حسب المنطقة والمجتمع. ومع ذلك فإن حفل الزفاف الهندوسي في جوهره من طقوس ياجنا الفيدية، وهناك ثلاثة طقوس رئيسية شبه دائمة: الكانيادانا والبانيغراهانا والسبتابادي، وهي على التوالي: يتنازل الأب عن ابنته طواعية، ويمسكان أيدي بعضهما بالقرب من النار للدلالة على الاتحاد، ويتخذان سبع «خطوات قبل النار». (كل «خطوة» عبارة عن دائرة كاملة للنار).
في كل خطوة يجري تقديم الوعود بين الشخصين. والشاهد الأساسي للزواج الهندوسي هو إله النار (أو النار المقدسة) آجني بحضور العائلة والأصدقاء. ويُجرى الاحتفال تقليديًا كليًا أو جزئيًا على الأقل باللغة السنسكريتية، التي يعتبرها الهندوس لغة الاحتفالات المقدسة. ويمكن أيضًا استخدام اللغة المحلية للعروس والعريس. ويجري تحديد الطقوس في غرويا سوترا المؤلفة من قبل عدة ريشيين (شعراء فيديون) مثل أباستامبا وبودايانا وأشفاليانا.
تختلف طقوس واحتفالات ما قبل الزفاف وبعده حسب المنطقة وتفضيل العريس والعروس وعائلاتهما وحالتهم المادية. ويمكن أن تتراوح من يوم واحد إلى عدة الأيام. وتشمل مراسم ما قبل الزفاف الخطوبة، والتي تتضمن فاجدانا (الخطوبة) ولاغنا باترا (إعلان مكتوب)، ووصول حفلة العريس إلى منزل العروس، غالبًا كمسيرة رسمية مع الرقص والموسيقى. وقد تشمل مراسم ما بعد الزفاف أبهيشيكا، وآنا براشاشانا، وآشيرفادا، وغريهابرافسا، للترحيب بالعروس في منزلها الجديد. ويمثل حفل الزفاف بداية مرحلة غراستا (رب الأسرة) من حياة الزوجين الجديدين.
في الهند بموجب القانون والتقاليد لا يكون الزواج الهندوسي ملزمًا أو مكتملًا ما لم يجري إكمال طقوس الخطوات السبع والنذور في وجود النار (السبتابادي) بواسطة العروس والعريس معًا. وهذا الشرط قيد المناقشة، نظرًا إلى أن العديد من المجتمعات الهندوسية (مثل الناير من كيرلا، والبانت من تولو نادو) لا تمارس هذه الطقوس.

## مؤسسة الزواج
وفقًا للفيدا الزواج هو اتحاد بين كيان ذكوري وأنثوي مع التزامات لمتابعة دارما (واجب)، وآرثا (كسب المال والممتلكات الأخرى)، وكاما (الرغبات الجسدية وغيرها)، وموكشا (التحرر الأبدي) في انسجام تام. ومن الناحية الكتابية يُنظر إلى الزواج على أنه احتفال بالمتعة الحسية والتقدم والازدهار والفرح لأنه أيضًا هرم من الارتقاء إلى المستوى التالي من التجربة الكارمية للفرد. ويدرك المجتمع هذا ويضع ضوابط الجودة لأنه يؤثر على النمو الاجتماعي والثقافي للمجتمع. ووفقًا لمانوسمريتي، أو نص مانو، هناك ثمانية أنواع مختلفة من الزيجات. ولم يوافق الكتاب المقدس على الثمانية كلهم. ولم تجري الدعوة إلى الأنواع الأربعة الأخيرة وجرت إدانة آخر نوع. وهذه الأنواع هي: زواج براهما، وزواج دايفا، وزواج أرشا، وزواج براجاباتيا، وزواج غاندهارفا، وزواج أسورا، وزواج راكشا، وزواج بايشاتشا.

### السامسكارا
تشكل الطقوس الكونية جزءًا مهمًا من الممارسات الفيدية / الديانة الهندوسية. وجرى تصميم الطقوس لبناء أساس متين لحياة دارمية. وتعرف باسم السامسكارا. وهدفها هو نشر الوعي والارتقاء بالوعي الاجتماعي. ووضعت الفيدا ستة عشر سامسكارا مختلفة مخصصة لمراحل مختلفة من الحياة من الحمل إلى الزواج إلى الشيخوخة والموت. وتعني كلمة سامسكارا في اللغة السنسكريتية «إحداث انطباعات لا تمحى عن الوعي ولتطوير كل جانب من جوانب الذات». ومن بين السامسكارا الستة عشر في الكتاب المقدس، وبالتالي في الهندوسية، فإن الممارسة المقدسة للزواج أو فيفاها سامسكارا هي الأكثر أهمية. وتؤثر فيفاها سامسكارا على حياة الزوجين كشريكين من خلال تمكينهما من أخذ مكانهما الصحيح كمساهمين في المجتمع.

## الطقوس الرئيسية
لا يوجد حفل زواج هندوسي قياسي واحد. إذ يسود التباين الإقليمي في تسلسل الطقوس التي يتألف منها الاحتفال. وهناك أيضًا مرونة كبيرة في كل طقس. يعكس الاختلاف التقاليد العائلية والتقاليد المحلية وموارد العائلات وعوامل أخرى. وتسود ثلاث طقوس رئيسية، على النحو التالي. اثنان هما ياجنا.
- الكانيادانا: تخلي الأب عن ابنته.
- البانيغراهانا: طقوس في وجود النار، حيث يأخذ العريس يد العروس كعلامة على اتحادهما.
- السبتابادي: الطقوس الحاسمة. المصطلح يعني «سبع خطوات»، مع كل خطوة يقابلها (في الشكل الطويل) زوج من النذور: العريس للعروس، والعروس للعريس. ويجري نطق النذور باللغة السنسكريتية؛ وأحيانًا بلغة الزوجين. ومثل بانيغراهانا يجري تنفيذ السبتابادي في وجود النار، وفي العديد من حفلات الزفاف، بعد كل قسم من النذور السبعة لبعضهما البعض، يقوم العريس والعروس بأداء طقوس أغنيبراداكشينام: المشي حول النار، بأيديهما مرتبطة أو بأطراف ثيابهما معقودة معًا. وعادة ما يقود العريس العروس في المشي. والنار هي الشاهد الإلهي (للزواج)، وبعد إتمام السبتابادي يعتبر الرجل والمرأة زوجين.

### الكانيادانا
يجري تنفيذ مراسم كانيادانا من قبل والد العروس. وإذا كان الأب ميتًا، يقوم ولي أمر العروس بهذه الطقوس. يحضر الأب البنت، ثم يأخذ يد العروس ويضعها في يد العريس. وهذا يمثل بداية حفل التخلي عن العروس. ويقبل العريس يد العروس، بينما ترتل كاما – سوكتا (ترنيمة الحب) بحضور الأب والعروس والعريس. ونص كاماسوكتا هو:
من قدم هذه الفتاة؟ ولمن تُقدم؟
كاما (إله الحب) أعطاني إياها لأحبها
الحب هو المعطي، الحب هو الأخذ
ادخلي أيتها العروس محيط المحبة
بالحب الآن أستقبلك
عسى أن تبقى لك، لك، يا إله المحبة
حقًا أنت الرفاه نفسه
عسى أن تنعم عليك السماء، لتقبلك الأرض
بعد هذه الحفل الطقسي، يطلب الأب إلى العريس ألا يخذل العروس في سعيه وراء دارما (الحياة الأخلاقية والقانونية)، وآرثا (الثروة) وكاما (الحب). ويعد العريس والد العروس بأنه لن يخذلها أبدًا في سعيه وراء دارما وآرثا وكاما. ويكرر العريس الوعد ثلاث مرات. ووفقًا للعديد من النقوش الحجرية التي جرى العثور عليها من القرن الخامس عشر في إمبراطورية فيجاياناغارا، لمحاربة مشكلة مهر العروس، أنشأت مجموعة مجتمعية من البراهمة تشريعًا اجتماعيًا لاعتماد نظام زواج كانيادانا لمجتمعهم. وكان هناك تفويض بعدم دفع أي أموال أو استلامها أثناء الزواج وأولئك الذين لا يتبعونه عرضة للعقاب من قبل الملك. وتعزز النقوش المذكورة أعلاه أيضًا أن نظام التشريعات الاجتماعية داخل مجموعات المجتمع كان على نطاق واسع في الممارسة مقابل قوانين الأحوال الشخصية القائمة على الكتب الدينية.